# René Magritte
René François Ghislain Magritte (født 21. november 1898, død 15. august 1967) var en belgisk, surrealistisk maler. 
Magritte blev født i Lessines i Belgien i 1898. Hans mor druknede sig i Sambre-floden, da Magritte var 14 år. Han påstod, at hans eneste minde om moderen var skammen over at være kendt som ”sønnen af en død kvinde”.[kilde mangler] Magritte flyttede til Frankrig, hvor han levede i mange år. Han døde i Bruxelles i 1967.

## Magrittes kunst
Magrittes malerier er kendt for overraskelser, modsætninger og chokeffekter. Han vil gerne bringe sine beskuere ud af fatning, for at de kan få en ny oplevelse af den mangfoldige virkelighed, vi lever i. For Magritte er billedet udtrykket af den billedgjorte tanke, som giver mulighed for at opleve underet. Og det eneste, som betyder noget, er fortryllelsen.
Magrittes billeder indeholder mere, end man kan se i virkeligheden: noget mystisk og ukendt. I virkeligheden var Magritte mere interesseret i poesiens styrke end i selve det at male, og poesi har hos ham noget at gøre med menneskelivets gåde.
Selv sagde han om tiden 1925-1936, at hans billeder er udført i ”en systematisk bestræbelse på at opnå en overrumplende poetisk virkning”. Magritte bevarer som regel tingenes udseende, men han ændrer deres egenskaber og den funktion og nytte, de gør i det daglige.
I virkeligheden viser hans billeder intet andet end en ide. Malerierne er altid gådefulde og giver ingen løsning, men det har heller aldrig været Magrittes mening. Det vigtigste for ham er at vise gåden, at gøre opmærksom på det forunderlige og at skabe billeder af det uforudsigelige.
Kendt er han især for billeder som "Ceci n'est pas une pipe" ("Dette er ikke en pibe" er påskriften på maleriet – der hedder La Trahison des images, Billedernes bedrag), hvor netop en pibe er afbildet over denne tekst. Desuden malede han billeder som "La condition humaine" og "Key to the fields".